# A Hard Day's Night (pel·lícula)
A Hard Day's Night va ser la primera pel·lícula del grup The Beatles, una comèdia britànica escrita per Alun Owen en plena esplendor de la Beatlemania. El director va ser Richard Lester, el productor Walter Shenson i el director de fotografia Gilbert Taylor. A més de The Beatles, el repartiment incloïa Wilfrid Brambell, Norman Rossington, John Junkin, Lionel Blair, Victor Spinetti, John Bluthal i Derek Nimmo. La banda sonora, amb el mateix títol de la pel·lícula, A Hard Day's Night, seria el tercer disc de l'agrupació i la seva primera banda sonora. Es va estrenar el 6 de juliol de 1964.

## Context de la filmació
Va ser rodada per l'estudi cinematogràfic americà United Artists en blanc i negre i va ser produïda en 16 setmanes a la primavera de 1964. Es va decidir filmar-la en blanc i negre a causa del seu baix cost, i el ràpid enregistrament es va deure al convenciment que tenia l'estudi que la Beatlemania no duraria passat l'estiu del 1964. (El seu interès primordial estava, de fet en les vendes potencials que portaria la llicència de la BSO de l'àlbum).
El director, Richard Lester també va dirigir la següent pel·lícula de The Beatles el 1965, Help!. A més d'altres pel·lícules els 70 i els 80 com Els tres mosqueters i Superman II.
Tres extres es tornarien posteriorment famosos pel seu propi treball. Phil Collins va ser un extra en la seqüència del concert i després es va convertir en el bateria del grup Genesis. Pattie Boyd es casaria amb George Harrison i després amb Eric Clapton. També va marcar el debut cinematogràfic no acreditat de Charlotte Rampling com a atractiva ballarina que apareix en certes seqüències.
En aquesta pel·lícula va destacar Ringo Starr, i per això se li va donar el paper protagonista en la segona que el grup rodaria, Help!.

## Innovacions
A Hard Day’s Night va suposar un canvi important en la manera d’entendre el cinema musical així com la creació dels videoclips moderns.
A diferència de tots els films musicals rodats fins al moment, A Hard Day’s Night presentava escenes musicals que no contribuïen directament a la trama de la pel·lícula. Les escenes musicals s'utilitzen per a visualitzar les cançons però existeixen com a entitats separades a la història. És a dir, el film combina seqüències narratives amb actuacions musicals no diegètiques. Un exemple molt clar d’això el trobem en el moment en què el grup britànic toca la cançó “I Should Have Known Better”. En aquesta seqüència, s'intercalen imatges dels músics tocant la cançó amb d'altres on se’ls veu jugant a cartes en el tren on es troben. En aquest cas, la cançó sembla ser una obra en si, separada de la narració de A Hard Day’s Night. Altres cançons com "Can't Buy Me Love" segueixen aquest mateix patró.
Aquest concepte no només va revolucionar el cinema musical sinó que va posar les bases dels videoclips musicals moderns.
D’una banda, el film va impulsar la creació de videoclips que alternessin imatges dels artistes interpretant les cançons amb altres d’ells mateixos fent accions sense cap mena de relació amb la música. Aquest estil es va popularitzar ja que permetia mostrar els artistes fent la cosa per la qual tenien fama (és a dir, tocant les seves cançons) però alhora se’ls veia en contextos aparentment quotidians, satisfent els desitjos dels fans d’endinsar-se en la seva personalitat o vida privada.
D’altra banda, cal destacar A Hard Day’s Night pel seu ús del muntatge en les escenes musicals. En aquestes, sovint es tallen els plans al ritme de la música, creant un muntatge ràpid i dinàmic. Aquesta és una altra característica que ha transcendit fins als videoclips actuals.
Paral·lelament, aquest film ofereix una visió de les estrelles musicals molt diferent de les que s'havien popularitzat fins aleshores. Durant la dècada dels 50 van destacar els musicals on els mateixos cantants, a part de cantar, interpretaven personatges dins del film. En són un clar exemple els musicals protagonitzats per Elvis Presley. Tanmateix, amb A Hard Day’s Night, els Beatles van interpretar-se a ells mateixos, mostrant les personalitats individuals de cada membre del grup. Així, se’ls va presentar com a persones reals i accessibles, establint una nova manera de presentar els músics de pop a la pantalla.
Finalment, certes escenes musicals d’aquest film van tenir una influència important en la manera de filmar actuacions musicals posteriors. Durant el rodatge d’aquesta pel·lícula, el director Richard Lester va utilitzar múltiples càmeres per a les actuacions. Tot i que l'ús del multicàmera no era innovador sí que ho era el fet que cada operador tingués total llibertat per a filmar el que volguessin. Això va donar com a resultat la combinació de plans generals amb altres que es concentraven en petits detalls que normalment no eren visibles en els vídeos. Ho podem veure amb els clips de les reaccions de membres del públic, petits gestos dels músics i altres moments espontanis. D’aquesta manera, les filmacions de concerts i actuacions musicals van esdevenir més cinematogràfiques i oferien més llibertat artística.

## Repartiment
- John Lennon com ell mateix
- Paul McCartney com ell mateix
- George Harrison com ell mateix
- Ringo Starr com ell mateix
- Wilfrid Brambell com a John McCartney, l'avi de Paul
- Norman Rossington com a Norm, gerent dels Beatles
- John Junkin com a Shake, gerent de ruta dels Beatles
- Victor Spinetti com a director de televisió
- Anna Quayle com a Millie
- Deryck Guyler com a sergent de policia
- Richard Vernon com a Johnson, el senyor del tren
- Edward Malin com el cambrer de l'hotel
- Robin Ray com a director de planta de televisió
- Lionel Blair com a coreògraf de televisió
- Alison Seebohm com a Dolly, la secretària de Simon Marshall
- David Janson (acreditat David Jaxon) com a Charley, un nen que es troba amb Ringo

### Aparicions sense acreditar
- Una de les persones presents durant l'escena del teatre televisiu és un jove Phil Collins llavors desconegut.[5][6]
- El director Richard Lester es veu breument darrere de l'escenari quan els Beatles interpreten Tell Me Why.[7]
- Pattie Boyd, una de les noies de l'escena del tren, més tard es va convertir en la primera dona de George Harrison.
- Charlotte Rampling és una de les ballarines de la discoteca.[7]

## Cançons
- «I'll Cry Instead»
- «A Hard Day's Night»
- «I Should Have Known Better»
- «Can't Buy Me Love»
- «If I Fell»
- «And I Love Her»
- «I'm Happy Just to Dance with You»
- «Ringo's Theme (This Boy)»
- «Tell Me Why»
- «Don't Bother Me»
- «I Wanna Be Your Man»
- «All My Loving»
- «She Loves You»

## Adaptació a novel·la
El 1964, Pan Books va publicar una novel·lització de la pel·lícula de l'autor John Burke, descrita com «basada en el guió original d'Alun Owen». El llibre tenia un preu de dos xílings i sis penics i contenia una secció de 8 pàgines de fotografies de la pel·lícula. És el primer llibre en llengua anglesa que inclou la paraula 'grotty' a la impressió.